# Frederick Wilford Sturckow
Frederick Wilford Sturckow (* 11. srpna 1961 La Mesa, Kalifornie, USA) je americký důstojník vojenského námořnictva a kosmonaut. Ve vesmíru byl čtyřikrát.

## Život

### Studium a zaměstnání
Absolvoval střední školu Grossmont High School, po skončení studia v roce 1978 vysokoškolské vzdělání získal studiem na California Polytechnic State University. Studium zde ukončil v roce 1984.
V letech 1984 až 1994 sloužil na různých místech světa jako americký vojenský pilot. Oženil se, jeho manželkou je Michele, rozená Streetová.
Má přezdívky CJ a Rick.
Zaškolení budoucích kosmonautů v Houstonu absolvoval v letech 1994 – 1995, poté byl zařazen do tamní jednotky kosmonautů NASA.

### Lety do vesmíru
Na oběžnou dráhu se v raketoplánu dostal čtyřikrát, pracoval na orbitální stanici ISS, strávil ve vesmíru 51 dní, 9 hodin a 36 minut. Byl 384 člověkem ve vesmíru.
- STS-88 Endeavour (4. prosince 1998 – 13. prosince 1998), pilot
- STS-105 Discovery (10. srpen 2001 – 22. srpen 2001), pilot
- STS-117 Atlantis (8. června 2007 – 22. června 2007), velitel
- STS-128 Discovery (29. srpen 2009 – 12. září 2009), velitel